# Ségny
Ségny és un municipi francès situat al departament de l'Ain i a la regió d'Alvèrnia-Roine-Alps. L'any 2007 tenia 1.536 habitants.

## Demografia

### Població
El 2007 la població de fet de Ségny era de 1.536 persones. Hi havia 584 famílies de les quals 124 eren unipersonals (48 homes vivint sols i 76 dones vivint soles), 196 parelles sense fills, 224 parelles amb fills i 40 famílies monoparentals amb fills.
La població ha evolucionat segons el següent gràfic:
Habitants censats

### Habitatges
El 2007 hi havia 670 habitatges, 598 eren l'habitatge principal de la família, 6 eren segones residències i 66 estaven desocupats. 485 eren cases i 184 eren apartaments. Dels 598 habitatges principals, 437 estaven ocupats pels seus propietaris, 146 estaven llogats i ocupats pels llogaters i 15 estaven cedits a títol gratuït; 24 tenien una cambra, 49 en tenien dues, 52 en tenien tres, 119 en tenien quatre i 354 en tenien cinc o més. 545 habitatges disposaven pel capbaix d'una plaça de pàrquing. A 206 habitatges hi havia un automòbil i a 376 n'hi havia dos o més.

### Piràmide de població
La piràmide de població per edats i sexe el 2009 era:
| Homes | Edats   | Dones |
| ----- | ------- | ----- |
| 0     | 95 o +  | 0     |
| 0     | 90 a 94 | 1     |
| 0     | 85 a 89 | 5     |
| 1     | 80 a 84 | 3     |
| 7     | 75 a 79 | 12    |
| 4     | 70 a 74 | 5     |
| 34    | 65 a 69 | 31    |
| 41    | 60 a 64 | 21    |
| 46    | 55 a 59 | 57    |
| 57    | 50 a 54 | 80    |
| 59    | 45 a 49 | 58    |
| 50    | 40 a 44 | 50    |
| 59    | 35 a 39 | 70    |
| 59    | 30 a 34 | 56    |
| 35    | 25 a 29 | 28    |
| 19    | 20 a 24 | 15    |
| 45    | 15 a 19 | 54    |
| 51    | 10 a 14 | 57    |
| 54    | 5 a 9   | 64    |
| 50    | 0 a 4   | 30    |

## Economia
El 2007 la població en edat de treballar era de 1.054 persones, 757 eren actives i 297 eren inactives. De les 757 persones actives 703 estaven ocupades (380 homes i 323 dones) i 54 estaven aturades (29 homes i 25 dones). De les 297 persones inactives 73 estaven jubilades, 101 estaven estudiant i 123 estaven classificades com a «altres inactius».

### Ingressos
El 2009 a Ségny hi havia 585 unitats fiscals que integraven 1.573 persones, la mediana anual d'ingressos fiscals per persona era de 26.566,5 €.

### Activitats econòmiques
Dels 62 establiments que hi havia el 2007, 3 eren d'empreses alimentàries, 1 d'una empresa de fabricació d'altres productes industrials, 6 d'empreses de construcció, 20 d'empreses de comerç i reparació d'automòbils, 9 d'empreses d'hostatgeria i restauració, 1 d'una empresa d'informació i comunicació, 1 d'una empresa financera, 4 d'empreses immobiliàries, 7 d'empreses de serveis, 2 d'entitats de l'administració pública i 8 d'empreses classificades com a «altres activitats de serveis».
Dels 21 establiments de servei als particulars que hi havia el 2009, 2 eren tallers de reparació d'automòbils i de material agrícola, 1 taller d'inspecció tècnica de vehicles, 4 guixaires pintors, 1 fusteria, 2 lampisteries, 1 perruqueria, 7 restaurants, 1 agència immobiliària i 2 tintoreries.
Dels 14 establiments comercials que hi havia el 2009, 1 era, 2 fleques, 1 una peixateria, 2 botigues de roba, 1 una botiga de roba, 1 una botiga d'equipament de la llar, 4 botigues de mobles, 1 una botiga de material esportiu i 1 una perfumeria.
L'any 2000 a Ségny hi havia 5 explotacions agrícoles.

## Equipaments sanitaris i escolars
L'únic equipament sanitari que hi havia el 2009 era una farmàcia.
El 2009 hi havia una escola elemental.

## Poblacions més properes
El següent diagrama mostra les poblacions més properes.